# Jesper Søgaard
Jesper Søgaard (ur. 22 lutego 1976 w Kolding) – duński piłkarz występujący na pozycji pomocnika.

## Życiorys
W 1990 roku został juniorem Vejle BK. W 1993 roku został wcielony do pierwszej drużyny. Po awansie klubu w 1995 roku do Superligaen zadebiutował w najwyższej klasie rozgrywkowej 30 lipca 1995 roku w przegranym 1:3 spotkaniu z Brøndby IF. W sezonie 1996/1997 zdobył wicemistrzostwo Danii. Ogółem w Vejle wystąpił w 123 ligowych spotkaniach, z czego w 105 na poziomie Superligaen. W 2000 roku został piłkarzem FC Midtjylland. Następnie przeszedł do Randers Freja. W 2002 roku z powodu kontuzji zakończył karierę. W 2003 roku został trenerem juniorów Vejle BK.

## Statystyki ligowe
| Sezon         | Klub           | Liga        | Mecze | Gole |
| ------------- | -------------- | ----------- | ----- | ---- |
| 1995/1996     | Vejle BK       | Superligaen | 31    | 7    |
| 1996/1997     | Vejle BK       | Superligaen | 23    | 8    |
| 1997/1998     | Vejle BK       | Superligaen | 28    | 9    |
| 1998/1999     | Vejle BK       | Superligaen | 16    | 3    |
| 1999/2000 (j) | Vejle BK       | Superligaen | 7     | 1    |
| 1999/2000     | FC Midtjylland | 1. division | ?     | ?    |
| 2000/2001     | FC Midtjylland | Superligaen | 11    | 1    |